# 立風書房
株式会社 立風書房（りっぷうしょぼう、Rippu Shobo Publishing Co., Ltd.）は、かつて存在した日本の出版社。
1966年（昭和41年）に学習研究社の子会社として創業し、2004年（平成16年）7月1日に解散して学習研究社（現・学研ホールディングス）に吸収合併された。
主としてサブカルチャー関連書籍を発行し、特に『いちばんくわしい日本妖怪図鑑』（佐藤有文）を始めとするジャガーバックスは、講談社のドラゴンブックスと並ぶ怪奇系児童書のメジャーレーベルで、落語の速記本や俳句の入門書・作品集、漫画『小さな恋のものがたり』（みつはしちかこ）の単行本なども刊行した。
自動車雑誌『ル・ボラン』、オートバイ雑誌『ロードライダー』『アウトライダー』、アウトドア・DIYの専門雑誌『ドゥーパ!』、プロレス雑誌『ビッグレスラー』などを定期刊行した。